# Ingo Fessmann
Ingo Karl Fessmann (* 12. Oktober 1941 in Bamberg) ist ein deutscher Rechtsanwalt. Er ist Mitglied und Vorsitzender in Kontrollgremien verschiedener kultureller Stiftungen und Institutionen.

## Leben und Werk
Ingo Fessmann verbrachte die Kindheit anfänglich in Bamberg und später in Zell im Wiesental. Seine Studienzeit führte ihn nach Freiburg, Münster und München. Fessmann legte seine Staatsexamen in München 1968 und 1972 ab. Er promovierte 1972 zum Dr. iur. mit dem Thema Rundfunk und Rundfunkrecht in der Weimarer Republik (Münster 1972). Sein Weg führte ihn 1973 zunächst in die Justiziariate des Bayerischen Rundfunks und des Westdeutschen Rundfunks. Im Anschluss war er in Köln als Syndikus des Deutschen Bühnenvereins (Bundesverband der Theater) tätig. 1984 zog er nach Berlin, wo er bis 1996 als Abteilungsleiter in der Berliner Senats-Kulturverwaltung arbeitete. Seither praktiziert Fessmann als Rechtsanwalt mit Schwerpunkt Erb- und Stiftungsrecht in Berlin.
Neben seiner beruflichen Tätigkeit war Ingo Fessmann von 2008 bis 2016 als Vorsitzender des Hochschulrates der Hochschule für Schauspielkunst „Ernst Busch“ Berlin aktiv. Von 2011 bis 2015 saß er dem Stiftungsrat der Kulturstiftung Haus Europa vor.
Er ist seit 1993 Mitglied im Vorstand des Vereins Freunde und Förderer des Deutschen Theaters, seit 2000 Stellvertretender Vorsitzender im Stiftungsrat der Stiftung Schüleraustausch mit Israel, seit 1999 Vorsitzender des Literarischen Colloquiums Berlin, seit 2004 Mitglied im Verwaltungsbeirat Neuer Berliner Kunstverein, seit 2006 Mitglied im Stiftungsrat der Bürgerstiftung Berlin, seit 2009 Mitglied des Aufsichts- und Stiftungsrates der International Psychoanalytic University Berlin und seit 2015 Vorsitzender der Ursula Lachnit-Fixson Stiftung.
Fessmann wurde 2015 der Verdienstorden der Bundesrepublik Deutschland (Bundesverdienstkreuz am Bande) verliehen. Seit 2005 wird jährlich vom Verein Schutzgemeinschaft Alt-Bamberg der Dr. Ingo-Fessmann-Preis für außerordentliche Leistungen im Denkmalschutz verliehen.
Ingo Fessmann lebt mit seiner Frau Angelika in Berlin. Sie haben einen Sohn und eine Tochter sowie drei Enkeltöchter.

## Publikationen
- Rundfunk und Rundfunkrecht in der Weimarer Republik. Knecht Verlag, Frankfurt (Main) 1973, ISBN 3-7820-0301-2.
- Rechtsschutz gegen Fernsehstörungen durch Hochhäuser. In: Archiv für das Post- und Fernmeldewesen, Nr. 28. Bonn 1976. S. 50.[10]
- Ist die Jugendhilfe in Bayern eigene oder übertragene Aufgabe der kreisfreien Städte und Landkreise? In: Bayerische Verwaltungsblätter. Boorberg, München, ISSN 0522-5337, 1977, S. 321.[11]
- Die Rundfunksysteme der Bundesrepublik, Österreichs und der Schweiz im Vergleich. In: Studienkreis Rundfunk und Geschichte, 5. Jahrgang, Nr. 1. Stuttgart 1979. ISSN 0035-9874. S. 39.[12]
- Dreißig Jahre ARD: Nachbemerkungen zu einer Feierstunde (Friedrich P. Kahlenberg). Die Rechtsnatur der ARD: ungewiß-fraglich. In: Studienkreis Rundfunk und Geschichte, 6. Jahrgang Nr. 4. Stuttgart 1980. S. 198.[13]
- Theaterbesuchsvertrag oder wann krieg ich als Zuschauer mein Geld zurück? In: Neue Juristische Wochenschrift, 1983, S. 1164–1171.[14]
- München statt Bonn. Was der Hauptstadt-Kulturvertrag für Berlin bringen muss. In: Tagesspiegel vom 17. April 1997.
- Der Bund muss nur wollen. Plädoyer für die Hauptstadtkultur als gesamtstaatliche Aufgabe. In: Tagesspiegel vom 10. Oktober 1997.
- Zur Föderalismus-Debatte. Was der Bund in Berlin kulturell machen darf und kann, wenn er nur will. In: Rheinischer Merkur vom 27. Februar 1998.
- Das kulturpolitische Angebot der Parteiprogramme – Ausbau und Sicherung. In: Berliner Zeitung vom 24. September 1998.[15]
- Junge, komm bald wieder. In: Tagesspiegel vom 11. April 1999.[16]
- Alles für den Kanon – Sammelalbum: „Goethes Bildergalerie“, eine Ausstellung in Weimar. In: Tagesspiegel vom 13. November 2002.[17]
- Die Glückskatastrophe. Imre Kertész hält in Stockholm seine Nobel-Vorlesung. In: Tagesspiegel vom 9. Dezember 2002.[18]
- »Was mich hält, ist die Liebe«. Stockholm die diesjährigen Nobelpreise: Imre Kertész nimmt die Auszeichnung für Literatur entgegen - und dankt auf Deutsch. In: Tagesspiegel vom 12. Dezember 2002.
- Ein Urteil fürs Regietheater. Hamburger Gericht verhandelt zur Werktreue. In: Theater heute, Heft 5/2009, S. 47.[19]
- Ein Gesicht, das aus der Kälte kam. In: Festschrift für Hermann Simon. Herausgegeben durch Stiftung Neue Synagoge, Centrum Judaicum. Berlin 2009.
- Beckett bei Karl Valentin: von unglaublichen Begegnungen. Anne Hamilton (Hrsg.), Verlag zu Klampen, Springe 2014, ISBN 3-86674-312-2.[20]
- Imre Kertész und die Liebe der Deutschen. Eine persönliche Sicht auf Leben und Werk. Hentrich und Hentrich, Berlin/Leipzig 2019, ISBN 978-3-95565-308-8.
- Nachlass. Teil der ungarischen Kultur. Das Imre-Kertész-Institut in Budapest nimmt Gestalt an – trotz der zwiespältigen Haltung der Regierung. In: Jüdische Allgemeine vom 22. März 2020.[21]